# Ратнівська селищна територіальна громада
Ратнівська селищна територіальна громада — територіальна громада в Україні, у Ковельському районі Волинської області. Адміністративний центр — селище Ратне.
19 липня 2020 року, в результаті адміністративно-територіальної реформи та ліквідації Ратнівського району, громада увійшла до складу новоутвореного Ковельського району.

## Населені пункти
До складу громади входять 1 селище (Ратне) і 23 села: Береза, Броди, Вижично, Височне, Витень, Гірники, Годинь, Долина, Доманове, Жиричі, Здомишель, Запоківне, Комарове, Конище, Кортеліси, Косиці, Краска, Млинове, Прохід, Сільце, Сільця-Млинівські, Старостине, Шменьки.
.

## Символіка селища Ратне
Герб Ратного являє собою зображення дикого кабана на фоні трьох золотих сосен, що символізувало природу і багатства Ратнівщини. Станом на сьогодні офіційно затверджено лише герб Ратнівського району — «три ратники», тобото «рать», звідки пішла назва селища, а тому герб міста Ратне «дикий кабан» не скасований. Усі відомі нині печатки містечка Ратного (знайдено кілька їх зразків, датованих від XVI—XVIII ст.) мають усталене зображення: в полі печатки — три дерева, на тлі яких дикий кабан.
Герб на ратнівських печатках, безперечно, є видозміненим варіантом відомого ще з XV ст. (зокрема із прапорів часу Грюнвальдської битви 1410 р.) герба Холмської землі, до складу якої належало місто: на зеленому тлі — три золоті дерева, між якими праворуч іде срібний ведмідь, Як і земельний герб, міський герб Ратного підкреслює виразний лісовий характер природи місцевих околиць. Крім того, кабан у ратнівському гербі («символ хоробрості», за О. Лакієром) міг також відтворювати характер містечка як фортеці (так, ще з початку XIV століття в містечку існував замок). Відповідно, можна реконструювати і кольори герба Ратного: на зеленому тлі — три золоті дерева, під якими — чорний кабан (неодмінний геральдичний колір зображення кабана), що йде праворуч.

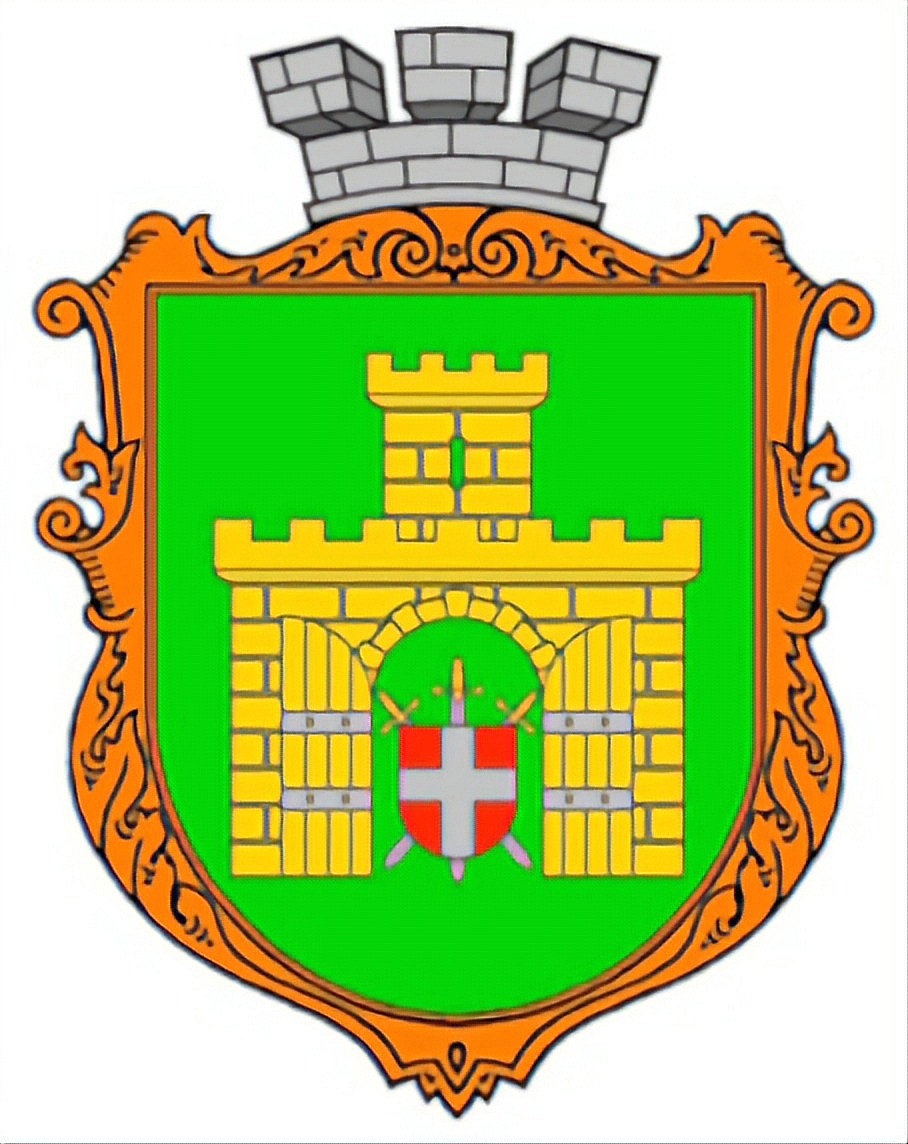
Герб Ратнівської територіальної громади

Сучасний герб Ратнівської територіальної громади був затверджений у липні 2023 року. Він складається із зеленого щита із золотою мурованою брамою, відкритими воротами та срібними штабами. В отворі воріт розташовані три срібні мечі з золотими руків’ями, поверх яких міститься червоний щиток зі срібним хрестом.  
Зелений колір символізує лісистість та природне багатство громади. Брама відображає її оборонне значення, а відкриті двері — гостинність.  
Червоний щит із срібним хрестом вказує на приналежність громади до Волині.  
Три мечі символізують захист, силу та військову спадщину краю.  
Герб оформлений у декоративний картуш та увінчаний міська корона, що підкреслює статус населеного пункту.

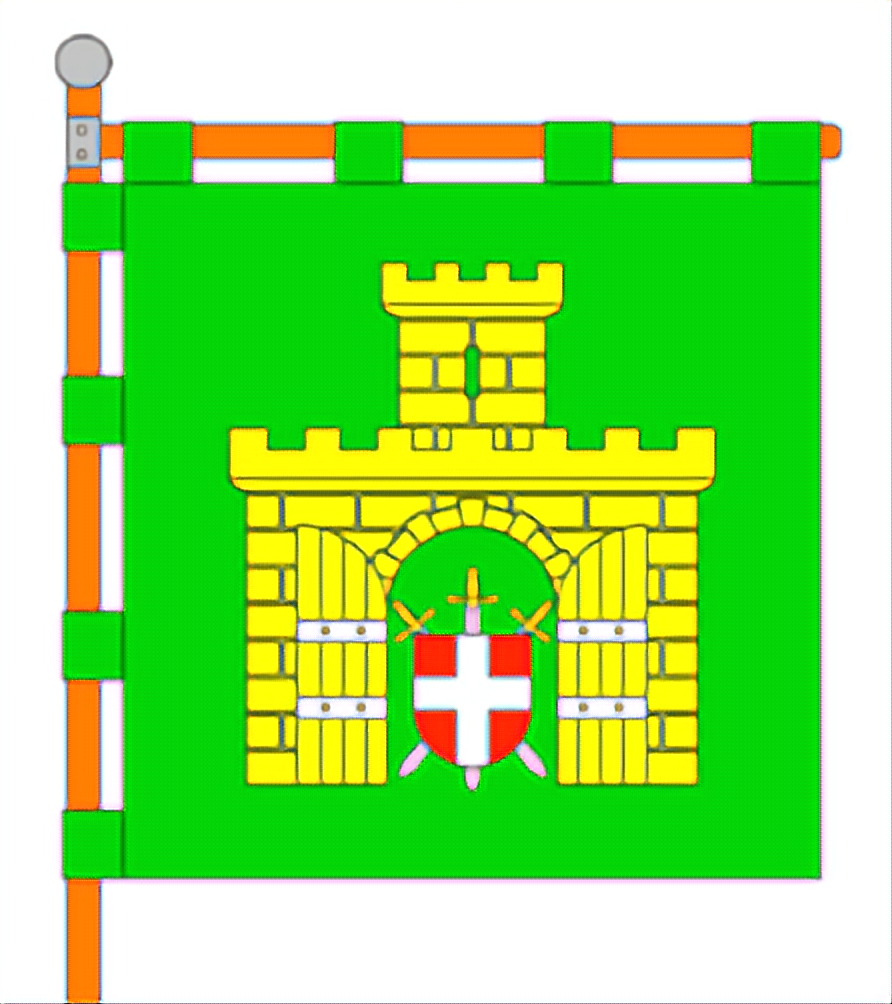
Прапор Ратнівської територіальної громади

Сучасний прапор Ратнівської територіальної громади був затверджений у липні 2023 року. Він складається із квадратного зеленого полотнища, на якому розташована жовта мурована міська брама з однією вежею, відкритими воротами та білими штабами. В отворі воріт покладені три білі мечі з жовтими руків’ями, розташовані у формі зірки. Поверх мечів міститься червоний щиток із білим хрестом.
Прапор побудований на основі символіки герба громади, має співвідношення сторін 1:1 та офіційно затверджений як символ громади.
Зелений колір символізує лісистість та природне багатство громади. Брама відображає її оборонне значення, а відкриті ворота — гостинність.
Червоний щит із білим хрестом вказує на приналежність громади до Волині.
Три мечі символізують захист, силу та військову спадщину краю.